# 塩川三四郎
塩川 三四郎（しおかわ さんしろう、1873年〈明治6年〉4月12日 - 1965年〈昭和40年〉5月3日）は、日本の銀行家。ノーベル化学賞を受賞した野依良治は孫。

## 経歴
長野県北佐久郡三岡村（現・長野県小諸市）出身。農業・銀行家、塩川仁助の三男。塩川幸太の弟。1897年、分家する。
1885年、長野県立長野中学校上田支校（後の松本中学上田支校）に入学。翌年、第一次中学校令に伴い上田支校が松本校に統合されたため上京。中村敬宇の同仁社に学び、第一高等学校に入学。1896年、第一高等学校大学予科を卒業。
1899年、東京帝国大学法科大学政治学科を卒業、大学院に入った後、馬越恭平に目をかけられ帝国商業銀行試補となる。1900年、大蔵大臣秘書官に任じられ、蔵相渡辺国武の随行で欧米を半年にわたり視察。1901年蔵相が鉄道建設費に関し第4次伊藤内閣の中で孤立し、5月2日首相が辞任すると、3日塩川も辞表を提出し秘書官を辞する。
1902年1月英国に留学しオックスフォード大学で政治経済学を修め、銀行実務を練習する。1903年6月帰国し日本銀行に入り、検査役、秘書役、営業局勤務、大阪支店在勤、京都出張所長、名古屋支店長、国庫局長、倫敦代理店監督役、調査局長を歴任。
1920年8月、北海道拓殖銀行取締役に任じ、1921年8月から1924年2月まで副頭取。
1927年に旧藝備銀行（現在の広島銀行）頭取に挙げられ1928年12月3日同行を愛媛銀行、伊予三島銀行、西条銀行と合併させた。しかし、西条銀行と愛媛銀行から相当数の不良債権が発見され、1933年に非常勤の取締役に降格、失意のうちに単身赴任先の広島から妻子の住む中野に引き上げている。この間、広島商工会議所議員もつとめている。

## 人物
宗教は曹洞宗あるいはキリスト教。趣味は書画あるいは読書、旅行。住所は東京中野区千光前町14（現中野2丁目13番地。邸宅跡地は中野区産業振興センターとなっている）。墓所は多磨霊園にあったが、2022年3月までに墓じまいされ小平霊園に合葬された。

## 家族・親族
塩川家
- 妻・千夏（1881年 - 1945年[4]、伯爵・渡辺千秋の二女[20]） - 貞淑の誉れがある[3]。
- 長男・三千勝（1905年 - 1940年[4]、三井銀行員） - 東京府立第四中学、第一高等学校を経て1929年に東京帝国大学法学部政治学科を卒業[7]。三井銀行に入り、大阪西支店に勤務する[7]。趣味は登山、スキー[7]。
  - 同妻・妙子（1910年 - 2005年[4]、鳥取、足立正の長女）[8]
  - 同長女・逸子 (1933年 - ?) [8]
  - 同長男・喜信[8]（1936年 - 2016年、トロツキー研究所所長、元全学連委員長。馬越恭平の曾孫・桂子と結婚する）
- 長女・桃子（1908年 - ?、高橋正一の妻）[8]
- 二男・佐久雄 (1909年 - 1935年、『佐久雄の面影 故塩川佐久雄追悼出版』に遺稿、写真等)[4]
- 三男・金城（1911年 - ?、福岡、野依辰治の養子[8]、野依良治の父）
- 二女・国子 (1916年 - ?、鵜沢晋の妻) [8]

親戚
- 渡邉昭（伯爵）[8][14]
- 妻の父・渡辺千秋[20]（宮内大臣、伯爵）
- 長男の妻の父・足立正（王子製紙社長）
- 三男の養父・野依辰治[8]（三井生命保険取締役会長）
- 兄・塩川幸太[5]（佐久銀行頭取、衆議院議員、長野県会議員）